# Hallelujah (película de 1929)
Hallelujah es un musical pre-código estadounidense de 1929, distribuido por la Metro-Goldwyn-Mayer, protagonizado por Daniel L. Haynes y Nina Mae McKinney, y dirigido por King Vidor.
Filmada en Tennessee y Arkansas, y narrando la problemática aventura de un aparcero, Zeke Johnson (Haynes), y su relación con la seductora Chick (McKinney), Hallelujah fue la primera película con un reparto enteramente afroamericano hecha por un estudio importante. Estaba destinada al público general y la MGM la consideró tan arriesgada que requirieron que King Vidor invirtiera su propio salario en la producción. Vidor expresó un interés en "mostrar al negro sureño tal cual es" e intentó presentar un punto de vista relativamente no estereotipado de la vida afroamericana. Es el primer "musical negro".
Hallelujah fue la primera película sonora de King Vidor, y combinó sonido grabado in situ y sonido grabado en posproducción en Hollywood. King Vidor fue nominado para un Oscar a Mejor Director por la película.
En 2008, Hallelujah fue seleccionada para preservarse en el National Film Registry por la Biblioteca de Congreso de los Estados Unidos por ser "cultural, histórica, o estéticamente significativa". En febrero de 2020, fue exhibida en el 70.º Festival de cine Internacional de Berlín, como parte de una retrospectiva dedicada a la carrera de King Vidor.
La película contiene dos escenas de "trucking": un alocado baile contemporáneo de moda donde el participante hace movimientos hacia atrás y hacia adelante, pero sin cambio real de posición, mientras mueve los brazos como un pistón en la rueda de una locomotora.

## Desarrollo
Años antes de crear Hallelujah, King Vidor anhelaba hacer una película con un elenco totalmente afroamericano. Había estado dando vueltas a la idea durante años, pero "el estudio la rechazaba una y otra vez". La suerte de Vidor cambió en 1928 mientras estaba en Europa promocionando su película Y el mundo marcha, cuando se enteró de la aparición de películas sonoras en Estados Unidos. Esto era importante porque estaba muy entusiasmado con la idea de tener un elenco totalmente afroamericano cantando "espirituales negros" en la pantalla grande, después de haber visto su éxito en Broadway. Vidor dijo: "Si las obras de teatro con un elenco enteramente de negros, y las historias como las de Octavus Roy Cohen y otros, podrían tener tanto éxito, ¿por qué no iba a ser posible proyectar en la gran pantalla una obra negra exitosa?"  Vidor pudo convencer a Nicholas Schenck, quien era el presidente de MGM en ese momento, para que hiciera la película enmarcándola más como una película que mostraba la desviación sexual de los afroamericanos. Schenck se lo dijo simplemente a Vidor: "Bueno, si piensas así, te dejaré hacer una película sobre las rameras". Vidor recibió la inspiración para crear esta película en incidentes reales que presenció cuando era niño durante su estancia en el sur. Señaló: "Solía observar a los negros en el sur, que era mi hogar. Estudiaba su música y solía maravillarme su romanticismo reprimido". Vidor comenzó a filmar en Arkansas, Memphis y el sur de California en los estudios MGM.

## Trama
La gente habita un mundo de paternalismo racial donde, en parte debido a la religión, los trabajadores de las plantaciones se conforman con el statu quo. Zeke, el chico de la plantación representa al chico de campo moralmente honrado (el bueno) contra la moralmente corrompida chica de la ciudad (debido a la  influencia de Hotshot) Chick (la mala) quién lo tienta a abandonar el buen camino.

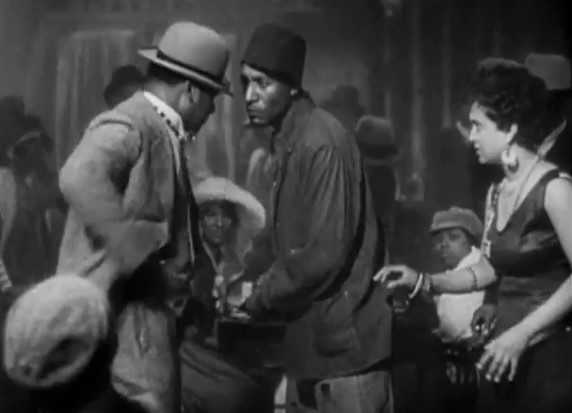
Hallelujah (1929). De izquierda a derecha: William Fountaine, Daniel L Haynes, y Nina Mae McKinney.

Los aparceros Zeke y Spunk Johnson venden la parte de la cosecha de algodón de su familia por $100. De inmediato, Chick (Nina Mae McKinney) los estafa para sacarles el dinero, en connivencia con su novio, el estafador y apostador Hot Shot. Spunk es asesinado en la pelea que sigue. Zeke huye y reforma su vida: se convierte en pastor bautista, y utiliza su nombre completo (Zekiel). Este es el primer ejemplo de desarrollo de personajes negros en el cine.
Tiempo después, regresa y predica un avivamiento entusiasta. Después de ser ridiculizado y seducido por Chick, Zekiel se compromete con una virtuosa doncella llamada Missy (Victoria Spivey), pensando que esto evitará sus deseos por la pecadora Chick. Chick asiste a un sermón, abucheando a Zekiel, luego pide el bautismo pero claramente no está verdaderamente arrepentida. Durante un sermón entusiasta, Chick seduce a Zekiel y él abandona su nueva vida por ella. Meses más tarde, Zeke ha empezado una vida nueva; trabaja en un aserradero y está casado con Chick, quién en secreto lo está engañando con su viejo amor, Hot Shot (William Fountaine).
Chick y Hot Shot deciden escapar juntos, justo cuando Zeke descubre el asunto, y los persigue. El carruaje que lleva a Hot Shot y a Chick pierde una rueda y arroja a Chick, dando a Zeke una posibilidad de atraparlos. Abrazándola entre sus brazos, la ve morir mientras Chick se disculpa con él por ser incapaz de cambiar su forma de ser. Luego, Zeke persigue a Hot Shot a pie. Lo acecha incesantemente a través del bosque y el pantano mientras Hot Shot intenta escapar, pero tropieza, hasta que Zeke finalmente lo atrapa y lo mata. Zeke pasa un tiempo en prisión por su crimen, picando piedras.
La película finaliza con Zeke regresando a casa con su familia, justo cuando están recogiendo su cosecha de algodón. A pesar del tiempo trascurrido y la manera en que Zekiel los dejó, la familia le da alegremente la bienvenida a su rebaño.

## Reparto
- Daniel L. Haynes como Zeke
- Nina Mae McKinney como Chick
- William Fountaine como Hot Shot
- Harry Gris como el Párroco
- Fanny Belle DeKnight como Mammy
- Everett McGarrity como Spunk
- Victoria Spivey como Missy Rose
- Milton Dickerson
- Robert Couch
- Walter Tait como Johnson Kids
- y Dixie Jubilee Singers

| Sam McDaniel           | Adam, uno de los jugadores de dados    |
| Matthew "Stymie" Beard | El niño que escucha la canción de Zeke |
| Eva Jessye             | Cantante de la sala de baile           |
| Blue Washington        | Miembro de la congregación de Zeke     |
| Madame Sul-Te-Wan      | Miembro de la congregación de Zeke     |
| Clarence Muse          | Miembro de la congregación de Zeke     |

## La música
La película ofrece, en algunas secciones, una representación auténtica del entretenimiento y la música religiosa negros de la década de 1920, aunque algunas de las secuencias están europeizadas y sobrearregladas. En la reunión de avivamiento al aire libre, con el predicador cantando y representando el "tren al infierno", mantiene un estilo auténtico hasta el final, donde se lanza a interpretar "Waiting at the End of the Road" de Irving Berlin. De manera similar, un grupo de trabajadores al aire libre cerca del comienzo de la película están cantando un arreglo coral de " Way Down Upon the Swanee River " (escrito por Stephen Foster, quien nunca se acercó al sur). Supuestamente, según el propio Vidor en una entrevista concedida al New York Times, "mientras Stephen Foster y otros se inspiraron al escuchar canciones de negros en los diques, su música no era en absoluto del tipo negro". Continuó añadiendo que la música de Foster tenía "el acabado y la técnica distintivos de la música europea, posiblemente de origen alemán".
Una secuencia qué es de vital importancia en la historia de jazz clásico es la de la sala de baile, donde Nina Mae McKinney interpreta "Swanee Shuffle" de Irving Berlin. A pesar de haber sido filmada en un estudio de Nueva York con actores negros, la secuencia presenta una representación precisa de una sala de baile negra de baja estofa, parte de las raíces del jazz clásico. La mayoría de películas de Hollywood de la época sanearon la música negra.
Dado el equipamiento disponible en la época, la banda sonora de la película fue un logro técnico, empleando una gama mucho más amplia de técnicas de edición y mezcla que las utilizadas generalmente en el cine sonoro de la época.

## Recepción
A los expositores les preocupaba que el público blanco se mantuviera alejado debido al elenco negro. Organizaron dos estrenos, uno en Manhattan y otro en Harlem. Los negros que vinieron a ver la película en Manhattan se vieron obligados a sentarse en el balcón. Hallelujah fue un éxito comercial y crítico. Photoplay elogió la película por su representación de los afroamericanos y comentó sobre el elenco: "Todos los miembros del elenco de Vidor son excelentes. Aunque ninguno de ellos ha trabajado antes ante una cámara o un micrófono, ofrecen actuaciones sin estudiar y notablemente espontáneas. Eso habla mucho de la dirección de Vidor". Mordaunt Hall, en The New York Times, escribió con aprobación sobre el elenco totalmente negro, diciendo: "Hallelujah, con su inteligente elenco de negros, es una de las pocas películas sonoras que realmente es una forma de entretenimiento separada y distinta de una obra de teatro". La combinación de dos aspectos innovadores de la película, el diálogo audible y un elenco completamente negro, distingue a la película de sus contemporáneas. Algunas de las críticas a la película hablaban del espíritu particular de la época, y probablemente sería muy diferente hoy. En The New York Times, Mordaunt Hall escribe sobre cómo "al retratar la histeria religiosa peculiarmente típica de los negros y su credulidad, el Sr. Vidor expía cualquier indolencia en las escenas anteriores".

## Hallelujah y los estereotipos negros
Hallelujah fue uno de los primeros proyectos que dio a los afroamericanos roles importantes en una película, y aunque algunos historiadores y archiveros de cine contemporáneo han dicho que tuvo "una frescura y verdad que no fue lograda nuevamente en treinta años", varios historiadores y archiveros de cine contemporáneos concuerdan que Hallelujah exhibe la visión paternalista de Vidor sobre los negros rurales que incluía estereotipos raciales.

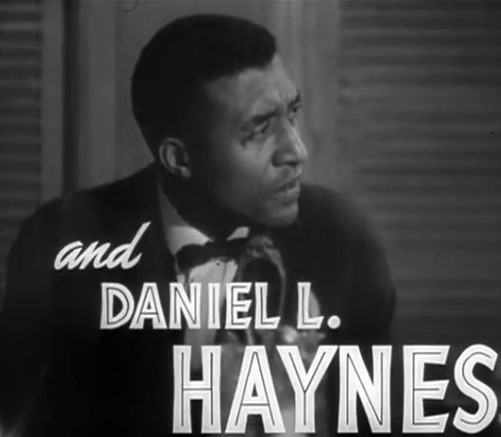
Daniel L. Haynes en Hallelujah (1929)

El énfasis que estos críticos ponen en el prejuicio blanco de Vidor —mucho más evidente hoy “dado los cambios enormes en la ideología [y] sensibilidades” desde 1929— cubre un espectro de opiniones. El biógrafo de Vidor John Baxter informa “un hoy desconcertante paternalismo [blanco]” que impregna Hallelujah, mientras que los críticos de cine Kristin Thomson y David Bordwell argumentan que “la película era tan progresista como uno podría esperar en esos días”. Los críticos de cine Kerryn Sherrod y Jeff Stafford están de acuerdo en que “vista hoy, Hallelujah invita a la crítica por sus estereotipos; los negros son representados como idealistas ingenuos o individuos dominados por sus emociones”. La crítica de medios Beretta Smith-Shomade considera que Hallelujah de Vidor es un modelo para las representaciones racistas y degradantes de las "negras" en la industria fílmica en los siguientes años.
Warner Bros., que posee los derechos de Hallelujah, ha añadido un descargo de responsabilidad en el inicio de la edición de archivo:
En Hallelujah, Vidor desarrolla sus caracterizaciones de los trabajadores rurales negros con sensibilidad y compasión. La “consciencia social” de la película y su interpretación comprensiva de una historia de pasión sexual, afecto familiar, redención y venganza interpretada por actores negros se ganó la enemistad de los exhibidores de películas blancas del Sur Profundo y el “melodrama apasionante” fue completamente prohibido al sur de la línea Mason–Dixon. El equipo fílmico de Vidor era étnicamente mixto, e incluía a Harold Garrison (1901-1974) como asistente del director. La directora coral negra Eva Jessye sirvió como directora musical en Aleluya; más tarde actuó como directora musical con George Gershwin en Porgy y Bess (1935).
La valoración general de la película entre los historiadores del cine varía desde la condenación hasta el elogio. 

El archivero fílmico del museo de Artes Modernas Charles Silver hizo esta evaluación:
“En cierto sentido, Hallelujah claramente refuerza los estereotipos de los negros como infantilmente simples, lujuriosamente promiscuos, fanáticamente supersticiosos e indolentes [sin embargo] Vidor jamás podrá ser acusado del manifiesto veneno racial exhibido por Griffith en El nacimiento de una nación ... ¿Existe, entonces, una defensa para Hallelujah más allá de su importancia estética? Creo que sí, y creo que radica en la personalidad de Vidor tal como la conocemos por sus películas .. Hallelujah puede y debe aceptarse como el logro notable que es".
La crítica de medios de comunicación Beretta Smith-Shomade afirma que en Hallelujah surgieron caracterizaciones racistas de figuras rurales negras, en particular de “las prostitutas negras”, estableciendo estos estereotipos en películas en blanco y negro por décadas.
“En estas décadas previas a la llegada de la televisión, las negras aparecían en el cine como sirvientas, rameras, mammies, mulatas trágicas y fanáticas religiosas. La actitud despreocupada de la nación durante la década de 1920 impulsó el Renacimiento de Harlem y lanzó a la mujer de color como artista destacada en la pantalla. Nina Mae McKinney se distinguió como la primera ramera de color. Actuó en la película sonora Hallelujah de King Vidor, como una Jezabel, por supuesto, engañando a un buen hombre... Donald Bogle describe al personaje de McKinney, Chick, como un "objeto sexual negro y exótico, mitad mujer, mitad niña... una mujer negra de emociones descontroladas, dividida en dos por sus lealtades y sus propias vulnerabilidades. Implícito en toda la batalla consigo misma estaba el tema trágico de la mulata; su mitad blanca representaba lo espiritual, la mitad negra lo animal”. [Estos] estereotipos cinematográficos se presentaron tanto en el cine convencional como en el cine negro temprano. Se erigieron como los roles predominantes de las negras".
La crítica de cine Kristin Thompson realiza una objeción al descargo de responsabilidad de Warner Bros.:
“Desafortunadamente, la compañía ha optado por poner una advertencia repetitiva al principio que esencialmente marca a Hallelujah como una película racista... No creo que esta descripción se ajuste a Hallelujah, pero ciertamente prepara al espectador para interpretar la película como simplemente una lamentable documento de un período oscuro de la historia de Estados Unidos. Warner Bros. degrada el trabajo de los cineastas, incluidos los afroamericanos. Los actores parecen haber estado orgullosos de su logro, y con razón”.

### Nina Mae McKinneycomo la “ramera” deHallelujah[20]
El crítico Donald Bogle identifica a McKinney como la “primera ramera negra” de la gran pantalla, con respecto a su papel en la cinta de Vidor.
Nina Mae McKinney, procedente de la reciente producción teatral Blackbirds of 1928, interpreta a Chick, el objeto del deseo de Zeke y víctima de un trágico desenlace. El crítico de teatro Richard Watts, Jr., un contemporáneo de McKinney, la describió como “una de las  mujeres más bonitas de nuestro tiempo”. Fue bautizada como “la Garbo Negra" mientras estaba de gira por Europa en la década de 1930. Vidor consideró que su actuación fue fundamental para el éxito de Hallelujah.

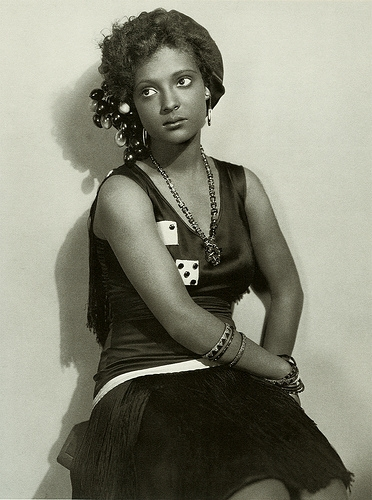
Nina Mae McKinney

Aunque McKinney fue la primera en interpretar a una prostituta negra, esta “narrativa arquetípica” se remonta a 1900, cuándo sólo actrices blancas interpretaban a “la mujer caída” que recurre a la prostitución. Muchas de estas películas aparecieron en la época del cine mudo con narrativas que deploraban la “difícil situación de mujeres que han atravesado tiempos difíciles debido al desempleo, embarazos no deseados, divorcios, privaciones infantiles o sencillamente por haber nacido en el lado equivocado del camino”. Durante la época del cine mudo, las historias con moraleja sobre mujeres que recurren a la prostitución habían sido presentadas uniformemente como vergonzosas y degradantes. Estos escenarios de inspiración victoriana, sin embargo, estaban disminuyendo en el tiempo de la producción de Hallelujah, al igual que en los países industrializados a nivel global. Como resultado “el concepto de una pérdida de la castidad que conduce inexorablemente a la prostitución ya no era sostenible”.

La fórmula que Vidor usó para la Chick de McKinney se inspiró en los escenarios convencionales que mostraban prostitutas blancas en las películas anteriores: narrativas que ya estaban en decadencia. El crítico cinematográfico y social Russel Campbell describe la fórmula:
Es probable que la prostituta muera al final de la película, por suicidio, enfermedad, accidente, asesinato o ejecución (las convenciones del arte y la literatura victorianos... ordenaban que "la caída de una mujer termina con la muerte"). De lo contrario, puede sobrevivir y salvar su alma mediante un acto de redención; con frecuencia la emparejan con un buen hombre cuyo carácter recto sirve para anular la mala impresión del sexo masculino que se da al principio de la película... para otros, la muerte aguarda".
La interpretación exuberante y altamente seductora de McKinney en el papel de Chick anticipa el cambio de percepción hacia la expresión sexual femenina. Su actuación influyó tanto a actrices negras como blancas con su versión de una “heroína de la vida nocturna ruda”, entre ellas Jean Harlow, una estrella de cine blanca que también interpretó de manera muy atractiva a prostitutas y prostitutas de burdel. Según la historiadora del cine Jean-Marie Lecomte, “prostitutas, damas del ocio, trotacalles, y vagabundas, como las mujeres fronterizas de la Gran Depresión en los EE.UU, florecieron en la pantalla de Hollywood” en el Hollywood Pre-Código después del estreno de Hallelujah.
Si bien reconocen los estereotipos raciales de Hallelujah, los críticos Kerryn Sherrod y Jeff Stafford informan que “la película estableció un alto estándar para todos los siguientes musicales enteramente negros y sigue siendo un excelente escaparate para los talentos de la Señora McKinney y compañía”.